# Mandolin
Mandolin er betegnelsen for et strengeinstrument med fire dobbeltstrenge, der stemmer unisont, med violinstemning G-D-A-E, dens klassiske form er pæreform som en lille lut, i moderne tid kan de have flad form som en guitar. Mandolinen spilles med plekter.
Det er af italiensk oprindelse og bruges meget i dette lands musik. De fleste barokkomponister fra Italien bl.a. Antonio Vivaldi, har komponeret for mandolin. Her er det også populært med mandolinkvartetter, bestående af to mandoliner, en mandola og en guitar. Instrumentet indgår i en enkelt arie (Deh vieni a la fenestra) i Mozarts opera Don Giovanni. 
Der er desuden en Italiensk tradition for at spille i mandolinorkestre – et fuldt orkester udelukkende med instrumenter fra mandolinfamilien: mandolin, mandola, mandocello og mandobas. Disse orkestre spiller ofte særlige udsætninger af numre fra det klassiske repertoire. 
Ligeledes er mandolinen i den portugisiske udformning "bandolim" et bærende instrument i meget portugisisk og brasiliansk musik så som choro. En særlig betydningsfuld choro komponist og solist var Jacob do Bandolim, opkaldt efter sit instrument. 
Desuden indgår mandolinen som vigtigt element i bluegrassmusikken, hvor det ofte fungerer som rytmeinstrument.  Betydelige mandolinister i denne genre er Bill Monroe, David Grisman, Sam Bush og Chris Thile. Fra den amerikanske folkemusik har mandolinen senere spredt sig til meget europæisk folkemusik så som de irske og engelske folkemusiktraditioner. 
- Wikimedia Commons har flere filer relateret til Mandolin